# Tschatkalgebirge
Das Tschatkalgebirge (kirgisisch Чаткал тоо кыркасы; usbekisch Chatqol tizmasi) ist ein Gebirgszug in Kirgisistan und Usbekistan.
Das Tschatkalgebirge erstreckt sich in Nordost-Südwest-Richtung über eine Länge von etwa 200 km. Es befindet sich im äußersten Westen des Tienschan-Gebirgssystems. Das Tschatkalgebirge begrenzt das Ferghanatal nach Nordwesten. Im Westen begrenzt das Flusstal des Tschatkal den Gebirgszug. Im Norden geht es in den Talas-Alatau, im Nordosten in das At-Oinok-Gebirge über. Die durchschnittliche Höhe liegt bei 3500 m. Es wird jedoch im äußersten Süden der Gebirgskette eine maximale Höhe von 4503 m erreicht. Nach Süden zweigt das Quramagebirge ab.
Das Tschatkalgebirge besteht aus Glimmerschiefer, Kalkstein und Granit.

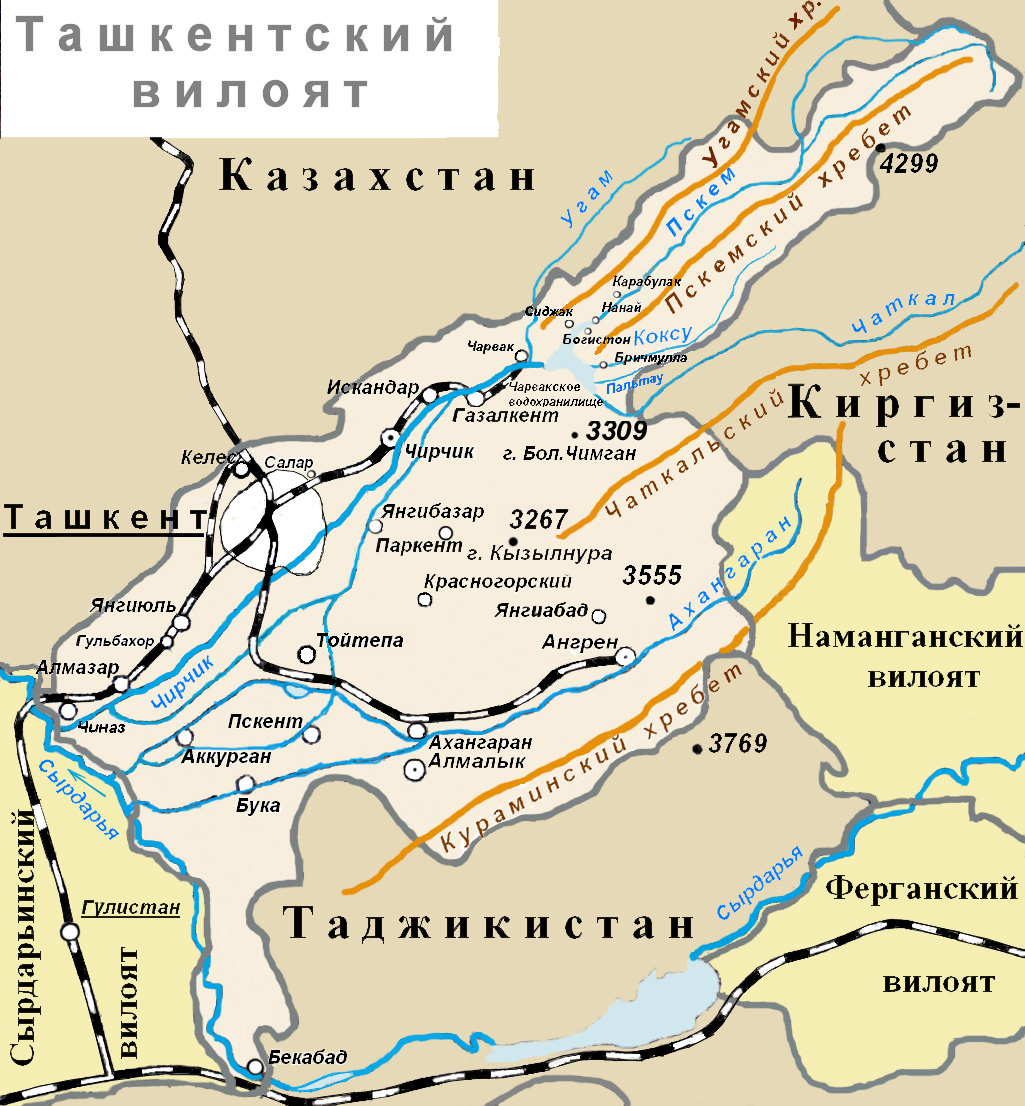
Ungefährer Verlauf des Tschatkalgebirges (Чаткальский хребет)

Nach Norden hin fällt das Gebirge steil ab. Die Südhänge sind dagegen flacher abfallend.
Das untere Flusstal des Tschatkal mit den umgebenden Berghängen wird vom Besch-Aral-Naturreservat geschützt. Im Norden der Gebirgskette befindet sich der malerische Bergsee Karatokoi. In den Vorbergen im Osten des Tschatkalgebirges befindet sich der touristisch erschlossene Bergsee Sary-Tschelek im gleichnamigen Naturschutzgebiet und Biosphären-Reservat.
In den südwestlichen Ausläufern des Tschatkalgebirges befindet sich das Wintersportgebiet von Chimgon.

## Berge (Auswahl)
- Chatkal Peak, 4503 m
- Großer Chimgon, 3309 m
- Kyzylnura, 3267 m